# Algarrobo (kommunhuvudort)
Algarrobo är en kommunhuvudort i Spanien.   Den ligger i provinsen Provincia de Málaga och regionen Andalusien, i den södra delen av landet, 400 km söder om huvudstaden Madrid. Algarrobo ligger 90 meter över havet och antalet invånare är 5 073.
Terrängen runt Algarrobo är kuperad åt nordost, men åt sydväst är den platt. Havet är nära Algarrobo söderut.  Närmaste större samhälle är Vélez-Málaga, 5,7 km väster om Algarrobo. 